# Marveli (film, 2023)
Marveli je ameriški superjunaški film iz leta 2023, ki temelji na zgodbah iz Marvelovih stripov. Produciral ga je Marvel Studios in distribuiral Walt Disney Studios Motion Pictures. Je nadaljevanje filma Stotnica Marvel (2019), nadaljevanje televizijske miniserije Gospodična Marvel (2022) in 33. film v Marvelovem filmskem vesolju (MCU). Film je režirala Nia DaCosta, ki je scenarij napisala skupaj z Megan McDonnell in Elisso Karasik. V filmu igrajo Brie Larson kot Carol Danvers/Kapitan Marvel ter Teyonah Parris, Iman Vellani, Zawe Ashton, Gary Lewis, Park Seo-joon, Zenobia Shroff, Mohan Kapur, Saagar Shaikh in Samuel L. Jackson. V filmu se Danvers, Rambeau in Kamala združijo kot "Marvelovi", potem ko si začnejo vsakič, ko uporabijo svoje moči, zamenjati mesta. 
Marvel Studios je julija 2019 potrdil načrte za nadaljevanje filma Stotnica Marvel. Razvoj filma se je začel januarja 2020, ko je bila McDonnell najeta po delu na televizijski miniseriji WandaVision (2021). Larsonova se je pridružila iz prvega filma kot Danversova, DaCosta pa je bila avgusta istega leta najeta za režiserko. Decembra je bilo objavljeno, da bo Parrisova ponovno prevzela vlogo Rambeauja iz miniseije WandaVision, Vellani pa se je pravtako vrnila k projektu. Snemanje se je začelo julija 2021 in se končalo sredi maja 2022, potekalo pa je v studiih Pinewood v Buckinghamshireu in Longcross v Surreyju v Angliji, pa tudi v Los Angelesu in Tropei v Italiji. 
Film Marveli je bil premierno predvajan v Las Vegasu 7. novembra 2023, v Združenih državah Amerike pa je izšel 10. novembra kot del pete faze MCU. Film je prejel mešane ocene krotikov, pri čemer so kritiki pohvalili igralsko zasedbo, kritizirali pa so scenarij in tonske nedoslednosti. Film je bil blagajniška bomba, saj je po vsem svetu zaslužil 206 milijonov dolarjev, medtem ko je bruto produkcijski proračun znašal 374 milijonov dolarjev, s čimer je postal film z najnižjimi prihodki v MCU in eden redkih filmov MCU, ki v kinodvoranah ni dosegel točke preloma.